# Abigail de Paiva Cruz
Abigail de Paiva Cruz (Cedofeita, 28 d'abril del 1883-São Sebastião da Pedreira, Lisboa, 8 d'octubre del 1944) fou una pintora naturalista, escultora i activista feminista portuguesa.

## Biografia

### Primers anys
Abigail de Paiva Cruz nasqué a la parròquia de Cedofeita, Porto, el 28 d'abril del 1883, filla de Teresa de Castro i Paiva, nascuda a Namibe, i d'Albí José da Cruz, nascut a Fajozes, tots dos de famílies burgeses i progressistes. Son pare va morir quan ella tenia 4 anys, i sa seva mare li proporcionà una formació exquisida des de molt jove fins a l'edat adulta, tot i no ser habitual llavors que les dones s'instruïssen en medicina, dret o en art.

### Formació artística
Contràriament a les normes de l'època, Abigail de Paiva entrà en l'Acadèmia de Belles arts de Porto, fou deixebla del pintor João Marques de Oliveira i de l'escultor António Teixeira Lopes. Visitava l'antic Museu Nacional de Belles arts, hui Museu Nacional d'Art Antic en companyia el pintor Carlos Bonvalot i del professor d'anatomia artística de l'Acadèmia de Belles arts de Lisboa, Henrique de Vilhena. En acabar els estudis, Abigail de Paiva Cruz va decidir continuar la formació en Belles arts a París.
Durant la seua estada a l'estat francés, en els anys de la Belle Époque, Abigail forjà amistat amb pintors, escriptors, músics com ara l'escriptor Alphonse Métérié, que va conéixer el 1910. El 1910, Abigail de Paiva comença a experimentar amb nous mitjans, amb quadres a l'oli, estàtues d'estil naturalista i brodats i randes amb motius portuguesos teixits a l'estil de Flandes.

### Exposicions i carrera artística

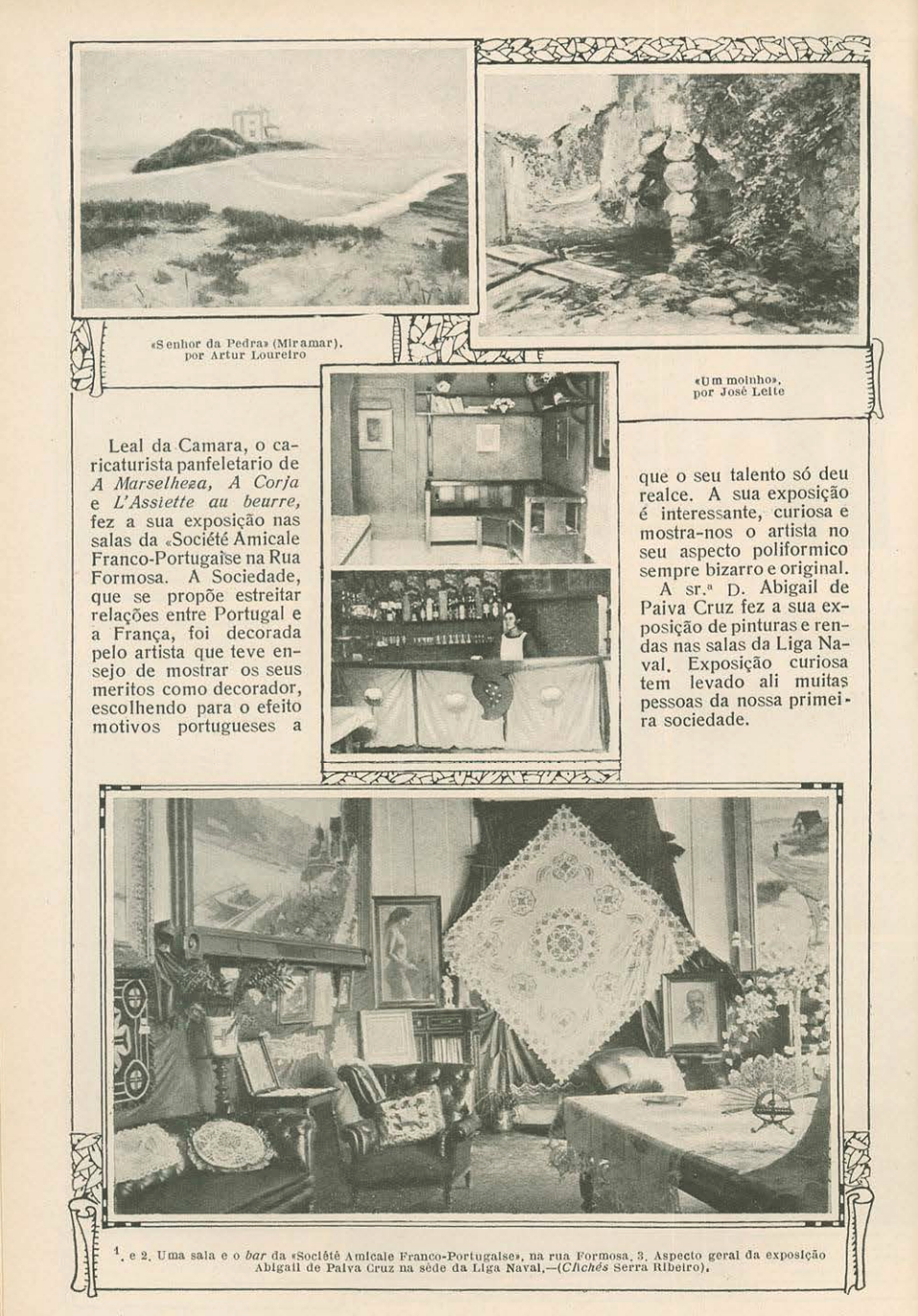
Article sobre l'exposició d'Abigail de Paiva en la Lliga Naval, a Lisboa,Ilustração Portugueza, núm. 734, p.18, 15 de març del 1920

Davant l'amenaça de la Primera Guerra Mundial a França, torna a Portugal, i al març de 1914 fa la seua primera exposició individual al Palácio de Cristal de Porto, amb quaranta-quatre pintures.
Més tard, va realitzar exposicions en el Saló Bobone de Lisboa (1917), i donà l'import de les vendes a l'organització Cruzada das Mulheres Portugueses, dirigida per la primera dama Elzira Dantas Machado i les sufragistes Ana de Castro Osório, Ana Augusta de Castilho, Antónia Bermudes i Maria Benedita Mouzinho d'Albuquerque de Faria Pinho. També exposà el 1925 a la casa Fast de París, i a Madrid. Va aparèixer ressenyada en publicacions portugueses de l'època, com ara O Século, O Ocidental, ABC, Terra Portuguesa, Ilustração Portugueza, Ecco Artístico, la revista lusobrasilera Atlântida i l'espanyola Blanco y Negro. L'escriptora Sara Beirão li dedicà un article en la Vida Feminina, elogiant el seu treball artístic en l'art de la randa i el seu reconeixement internacional.

### Activisme social i feminisme
Abigail de Paiva va obrir una escola de randa a Lisboa, amb l'objectiu de secundar no sols les arts més tradicionals, sinó també de proporcionar instrucció en l'ofici a les dones, perquè tinguessen independència financera. Gràcies a aquesta iniciativa, la revista Portugal Feminine la convidà a crear en les seues pàgines un curs d'aprenentatge sobre randa i teixit de ganxo per als seus subscriptors.
Fou convidada a incorporar-se al Consell Nacional de Dones Portugueses per la seua vicepresidenta, Sara Beirão. Aquesta organització feminista estava liderada per la sufragista i metgessa Adelaide Cabete. Al costat de la pintora Emília dos Santos Braga, fou secretària (1936 - 1937) i presidenta de la comissió d'Art (1938). Durant aquest període, col·laborà intensament amb escriptors, artistes, professors, metges i altres activistes feministes per a millorar les condicions de vida i reivindicar els drets de les dones a Portugal. Dins del moviment, treballà sobretot al costat de les escriptores Anita Patrício, Beatriz Arnut, Branca de Gonta Colaço i la pintora Eduarda Lapa.

### Mort
Abigail de Paiva Cruz va morir el 8 d'octubre del 1944, a l'edat de 61 anys, a la seua casa, a la parròquia de São Sebastião da Pedreira, a Lisboa. Mai es va casar ni va tenir fills. Fou soterrada al cementeri d'Agramonte, a Porto, on tenia una tomba familiar.